# Хлоя (порноактриса)
Хлоя (англ. Chloe, урождённая Хлоя Хоффман, англ. Chloe Hoffman; род. 14 ноября 1971 года, Таузанд-Окс, Калифорния, США) — американская порноактриса, режиссёр и модель.

## Биография
Происходит из семьи итальяно-ирландского происхождения, была воспитана в католической вере. Занималась классическим балетом в течение 10 лет и мечтала стать профессиональной балериной. Она оставила балет в возрасте 17 лет из-за развития артрита в бёдрах. Утверждает, что потеряла девственность в 11 лет с 15-летним парнем. Когда ей было 17 лет, она начала употреблять наркотики, в основном амфетамин. Хлоя начала свою порнокарьеру в 1995 году. Она снялась во многих фильмах и получила ряд наград порноиндустрии.

## Награды
| Год  | Премия     | Номинация                              | Работа                                                             | Результат |
| ---- | ---------- | -------------------------------------- | ------------------------------------------------------------------ | --------- |
| 1998 | XRCO       | Лучшая сцена группового секса          | The Psycosexuals                                                   | Победа    |
| 1998 | XRCO       | Невоспетая сирена                      |                                                                    | Победа    |
| 1999 | XRCO       | Лучшая лесбийская парная сцена секса   | Tampa Tushy Fest 1 (с Алишей Класс)                                | Победа    |
| 1999 | AVN        | Лучшая сцена анального секса - фильм   | Film for The Kiss (с Steve Hatcher и Тони Тедески)                 | Победа    |
| 1999 | AVN        | Лучшая актриса второго плана - фильм   | The Masseuse 3                                                     | Победа    |
| 1999 | AVN        | Лучшая исполнительница года            |                                                                    | Победа    |
| 2000 | XRCO       | Лучшая лесбийская парная сцена секса   | Torn (с Джинджер Линн)                                             | Победа    |
| 2000 | AVN        | Лучшая актриса - фильм                 | Chloe                                                              | Победа    |
| 2000 | AVN        | Лучшая лесбийская сцена секса - видео  | Tampa Tushy Fest (с Алишей Класс)                                  | Победа    |
| 2000 | AVN        | Лучшая сцена анального секса - фильм   | Breaking Up (с Chris Cannon)                                       | Победа    |
| 2000 | AVN        | Лучшая сцена сольного секса            | Chloe                                                              | Победа    |
| 2001 | XRCO       | Оргазмическая аналистка                |                                                                    | Победа    |
| 2001 | AVN        | Лучшая актриса второго плана - фильм   | True Blue                                                          | Победа    |
| 2002 | XRCO       | Лучшая сцена секса (МЖ)                | Welcome to Chloeville 3 (с Марком Дэвисом)                         | Победа    |
| 2002 | AVN        | Лучшая лесбийская сцена секса - видео  | Where The Girls Sweat 5 (с Тейлор Сент-Клэр, Синди Кокс и Felecia) | Победа    |
| 2003 | NightMoves | Лучший режиссер (выбор редакции)       |                                                                    | Победа    |
| 2005 | AVN        | Самая возмутительная сексуальная сцена | Misty Beethoven, The Musical (с Авой Винсент и Рэнди Спирсом)      | Победа    |

- AVN Hall of Fame[3] (2006).
- NightMoves Hall of Fame[4] (2007).
- XRCO Hall of Fame[5] (2008).